# برينس تجيويزا
برينس تجيويزا (من مواليد 12 مارس 2002) هو لاعب كرة قدم ناميبيا يلعب لصالح نادي ليريا بريزرن من دوري كوسوفو الممتاز، والمنتخب الناميبي.

## مسيرته مع الأندية
بدأ تجيويزا لعب كرة القدم في عمر الأربع سنوات. في عام 2014 حصل على لقب رياضي العام لمدرسة إيمانويل رويترز بعد أدائه في ألعاب كوساسا 2014 التي أقيمت في زامبيا. انضم إلى النادي المحلي بلو ووترز عندما كان عمره 11 عاما. عندما اشترى الفريق رخصة الدوري ل فلامنغوس وانضم إلى الدوري الناميبي الممتاز في عام 2017 ، ظهر تجيويزا لأول مرة في الدوري الممتاز. قبل ظهوره الأول في الدوري الإنجليزي الممتاز ، لعب لأكاديمية يونغ يونايتد و سبويلرز إف سي من الدرجة الأولى أثناء وجوده مع بلو ووترز.
في عام 2019 ، أجرى تجيويزا تجربة ناجحة مع سبورتينغ كانساس سيتي من الدوري الأمريكي. ومع ذلك ، فشلت الصفقة بعد أن ادعت فرق متعددة أن لديها حقوق التوقيع معه.
في أبريل 2021 ، تمت محاكمته مع شخص لم يذكر اسمه نادي تركي لعب في مباراة تدريبية للنادي وصنع هدفا. بعد بضعة أشهر ، أعلن أنه حصل على تصريح إقامته التركية وأنه يضع اللمسات الأخيرة على صفقة مع نادي في الدوري التركي الممتاز وهو ألانيا سبور.
في أغسطس 2022 ، انضم تجيويزا إلى ليريا بريزرن من دوري كوسوفو الأول لكرة القدم. خلال مبارياته الخمس الأولى مع الفريق ، سجل ثلاثة أهداف وصنع هدفا. سجل في فوز مفاجئ على دريتا ، مما ساعد فريقه على التقدم إلى دور ال 16 من كأس كوسوفو 2022–23 في نوفمبر 2022. في 28 أبريل 2023 سجل هاتريك ضد نادي إستوغو. وضع الفوز النهائي لليريا بريزرن النادي على قدم المساواة مع نادي فيرونيكيلي 74 في قمة جدول الدوري. في مارس 2023 ، أفيد أن تجيويزا كان يلاحق بقوة من قبل ماميلودي صن داونز من دوري جنوب إفريقيا الممتاز.
ساعد تجيويزا ليريا بريزرن في الحصول على ترقية إلى دوري كوسوفو لكرة القدم ل موسم 2023–24.

## مسيرته الدولية
تم رصد تجيويزا من قبل مدربي المنتخب الوطني في بطولة العقرب الزنك لعامي 2017 و 2018 حيث تتنافس فرق الشباب الإقليمية ضد بعضها البعض. في بطولة كوسافا تحت 17 سنة 2018 كان تجيويزا هداف البطولة برصيد ستة أهداف حيث تقدم الفريق إلى الدور نصف النهائي قبل أن يخسر في النهاية أمام أنغولا. ناميبيا هزم موريشيوس في مباراة المركز الثالث حيث سجل تجيويزا الهدف الافتتاحي للفريق. ثم شارك تجيويزا في كأس كوسافا تحت 20 سنة 2020 التي شهدت ناميبيا تتقدم إلى النهائي قبل هزيمة ضيقة 0-1 أمام موزمبيق. النتيجة أهلت ناميبيا ل كأس الأمم الإفريقية تحت 20 سنة 2021 لأول مرة. في المباراة الافتتاحية لناميبيا في البطولة، اختير تجيويزا رجل المباراة لأدائه ضد جمهورية إفريقيا الوسطى.
بفضل أدائه في بطولات الشباب السابقة ، حصل تجيويزا على استدعاء للفريق الأول في يناير ومارس 2021. ظهر لأول مرة على المستوى الدولي في 28 مارس 2021 في تصفيات كأس الأمم الإفريقية 2021 على غينيا. في يونيو 2021 ، تم اختياره في تشكيلة ناميبيا المؤقتة من قبل المدرب الرئيسي بوبي ساماريا لكأس كوسافا 2021. تم اختياره كأصغر لاعب في القائمة النهائية في الشهر التالي. في أغسطس 2021 ، كان تجيويزا مرة أخرى أصغر شخص يتم استدعاؤه إلى تشكيلة ناميبيا المؤقتة لمباريات تصفيات كأس العالم 2022 ضد الكونغو وتوغو في الشهر التالي بسبب لعبه الممتاز في دوري ناميبيا الممتاز.

### الأهداف الدولية
قائمة النتائج والنتائج حصيلة أهداف ناميبيا أولا.
| العدد.                   | تاريخ          | موقع                       | خصم               | نقاط | نتيجة | منافسة                 |
| ------------------------ | -------------- | -------------------------- | ----------------- | ---- | ----- | ---------------------- |
| 1.                       | 21 نوفمبر 2023 | ملعب أدرار، أكادير، المغرب | ساو تومي وبرينسيب | 1–0  | 2–0   | تصفيات كأس العالم 2026 |
| آخر تحديث 21 نوفمبر 2023 |                |                            |                   |      |       |                        |

### الإحصاءات المهنية الدولية
آخر تحديث لعبت المباراة في 20 نوفمبر 2023..
| منتخب ناميبيا | منتخب ناميبيا | منتخب ناميبيا |
| السنة         | المشاركات     | الاهداف       |
| ------------- | ------------- | ------------- |
| 2021          | 3             | 0             |
| 2022          | 1             | 0             |
| 2023          | 5             | 1             |
| المجموع       | 9             | 1             |

## روابط خارجية
- برينس تجيويزا على فرق كرة القدم الوطنية.كوم
- برينس تجيويزا على الأرشيف الرياضي العالمي

- برينس تجيويزا  على سكروي